# Tatsuya Yamada
Tatsuya Yamada (山田 辰也, Yamada Tatsuya), né le 6 mars 1976, est un gymnaste japonais.

## Carrière sportive
Son meilleur résultat est une médaille de bronze par équipes lors des Championnats du monde 2003.